# The Butterfly Effect (álbum)
The Butterfly Effect es el cuarto álbum de la banda portuguesa Moonspell. Es quizá el álbum más experimental de la banda y uno de los menos alabados, a pesar de la calidad de este y en parte por lo experimental que supuso ser en aquel momento. Rara vez tocan canciones de este. En la gira del disco Darkness And Hope se tocaron las canciones "Butterfly FX" y "Angelizer", pero en la compilación The Great Silver Eye salen como representativas de este disco "Soulsick" y "Lustmord".
Este es el disco más experimental de la banda hasta la fecha, siendo el último donde los sintetizadores cobran bastante protagonismo.
Mantiene el corte gothrockero de Sin / Pecado, aunque el sonido vuelve a ser en momentos más duro y agresivo en contraste con otros más etéreos, experimentando más con los sintetizadores y acercándoles al rock industrial o metal industrial.
El sencillo de este disco fue "The Butterfly Effect"

## Listado de canciones
1. «Soulsick»
2. «Butterfly FX»
3. «Can't Bee»
4. «Lustmord»
5. «Selfabuse»
6. «I Am The Eternal Spectator»
7. «Soulitary Vice»
8. «Dissapear Here»
9. «Adaptables»
10. «Angelizer»
11. «Tired»
12. «K»